# 사릿 타나랏
사릿 타나랏(태국어: จอมพลสฤษดิ์ ธนะรัชต์, 1908년 6월 16일 ~ 1963년 12월 8일)은 태국의 군인 겸 정치인이다. 1928년 태국 왕립 육군사관학교를 거쳐 1936년 미국 육군보병학교를, 1940년 미국 육군야전포병학교를 나왔다. 1957년 군사 쿠데타를 일으켜 푸미폰 아둔야뎃 태국 국왕 대신 실권을 쥔 뒤 2년 후인 1959년 태국 총리에 취임하였다. 현역 태국 육군 원수 및 현직 태국 총리 재직 중이던 1963년 12월 8일 사망하였다. 그가 사망한 직후 당시 태국 부총리였던 타놈 끼띠카쫀이 후임 태국 총리에 취임하였다.

## 같이 보기
- 태국의 총리 목록
- 콘깬 대학교